# Walther Hermann Richard Horn
Walther Hermann Richard Horn (Berlijn, 19 oktober 1871 - Berlijn, 10 juli 1939) was een Duits entomoloog.
Walther Horn werd geboren in Berlijn, Duitsland. Hij volgde een opleiding geneeskunde en werkte geruime tijd als arts toen hij directeur 
werd van het Deutsches Entomologisches Institut. Als entomoloog was hij gespecialiseerd in kevers, en hij beschreef veel
soorten voor het eerst. Zijn verzameling zandloopkevers (Cicindelidae) en andere kevers en hun larven uit Noord-Afrika, Ceylon, Noord- en Zuid-Amerika en de Perzische Golf, is in beheer bij het Deutsches Entomologisches Institut.
De auteursafkorting Horn wordt in de zoölogische nomenclatuur vaak zowel voor Walther Hermann Richard Horn gebruikt als voor George Henry Horn, een Amerikaans entomoloog die eveneens gespecialiseerd was in kevers.

## Enkele werken
- 1890 – Fam. Throscidae (deel) in: F.D. Godman & O. Salvin's, Biologia Centrali-Americana
- 1894 – Fam. Eucnemidae (deel) in: F.D. Godman & O. Salvin's, Biologia Centrali-Americana
- 1903 – Zur Kenntnis der paläarktischen Cicindelen in: Münchener koleopterologische Zeitschrift
- 1908 – Coleoptera Adephaga. Fam. Carabidae Subfam. Cicindelinae in: P. Wytsman's, Genera Insectorum
- 1926 – Pars 86. Carabidae: Cicindelinae in: S. Schenkling's Coleopterorum Catalogus
- 1928–1929 – met: Sigmund Schenkling Index Litteraturae Entomologicae

- Bibliothèque nationale de France: cb104386184 (data)
- Gemeinsame Normdatei: 116993308
- International Standard Name Identifier: 0000 0000 7999 209X
- Library of Congress Control Number: n91091229
- Nationale Bibliotheek van Tsjechië: mub20221156595
- Nationale Bibliotheek van Israël: 987007428019305171
- Nederlandse Thesaurus van Auteursnamen: 316190209
- Système universitaire de documentation: 071534075
- Trove: 1121066
- Virtual International Authority File: 62314789
- WorldCat: E39PBJp9m8JDRgHHPqVmtR9JjC